# Церква св. Лазаря (Жовква)
Православна церква св. Лазаря — давня православна церква, парафія знаходиться в Жовкві на Львівщині.
У 1735—1946 роках це була римо-католицька церква та лікарня Святого Лазаря.

## Історія
У 1627 році Зофія (з. Даниловичів) Жолкевська заснувала в Жовкві невелику дерев'яну церкву та лікарню Святого Лазаря для семи бідних пацієнтів. У 1735 році її онук, князь Якуб Собеський, спорудив нові цегляні будівлі церкви та лікарні, які збереглися до наших днів. Пізніше австрійці організували склади при храмі та лікарні. У 1861 році попереднє використання було відновлено в будівлях комплексу. У 1873 році священник із Жовкви привіз сестер феліціан із Кракова, які відкрили двокласну жіночу школу у стінах лікарні та заснували невеликий монастир. Храм був освячений як храм Святого Серця Ісуса. У 1946 р. радянська влада скасувала монастир, а будівлі знову перетворили на склади. Починаючи з 1991 року, храм функціонує як православна церква Святого Лазаря, спочатку під юрисдикцією Української автокефальної православної церкви, а з 15 грудня 2018 року - Православної церкви України. 

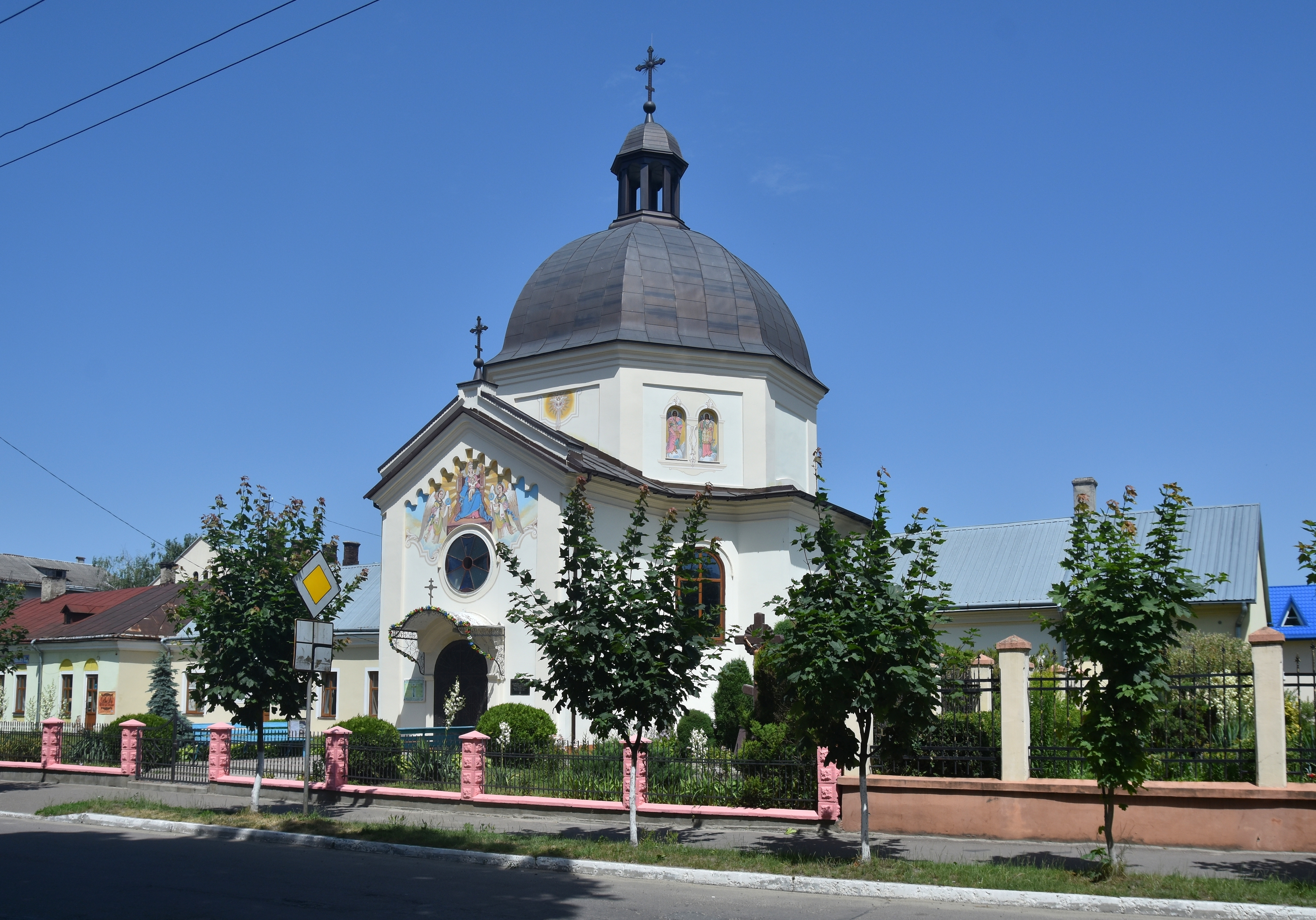
Загальний вигляд
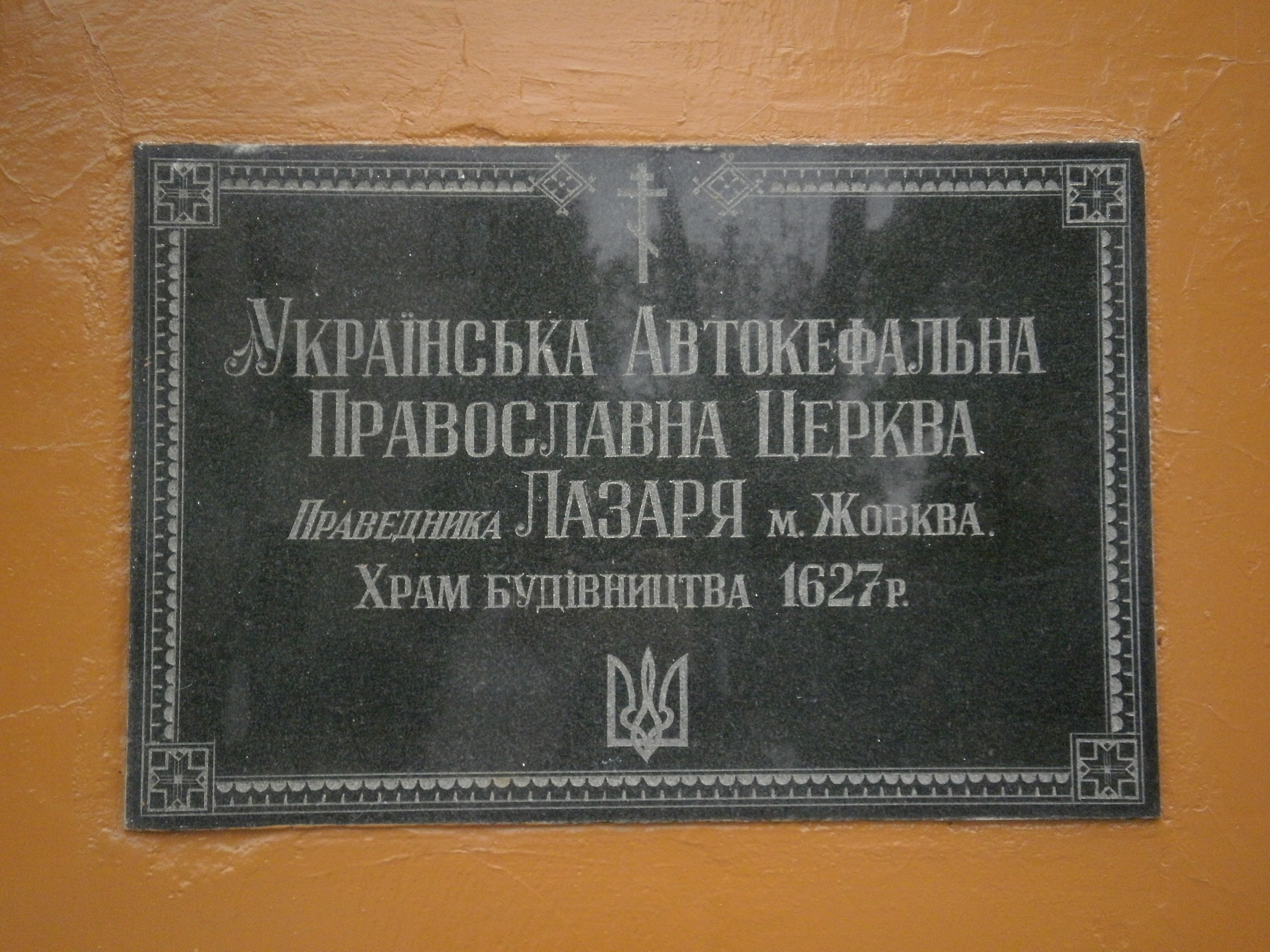
Ім'я храму (15 грудня 2018 року УАПЦ приєднався до Православної Церкви України)
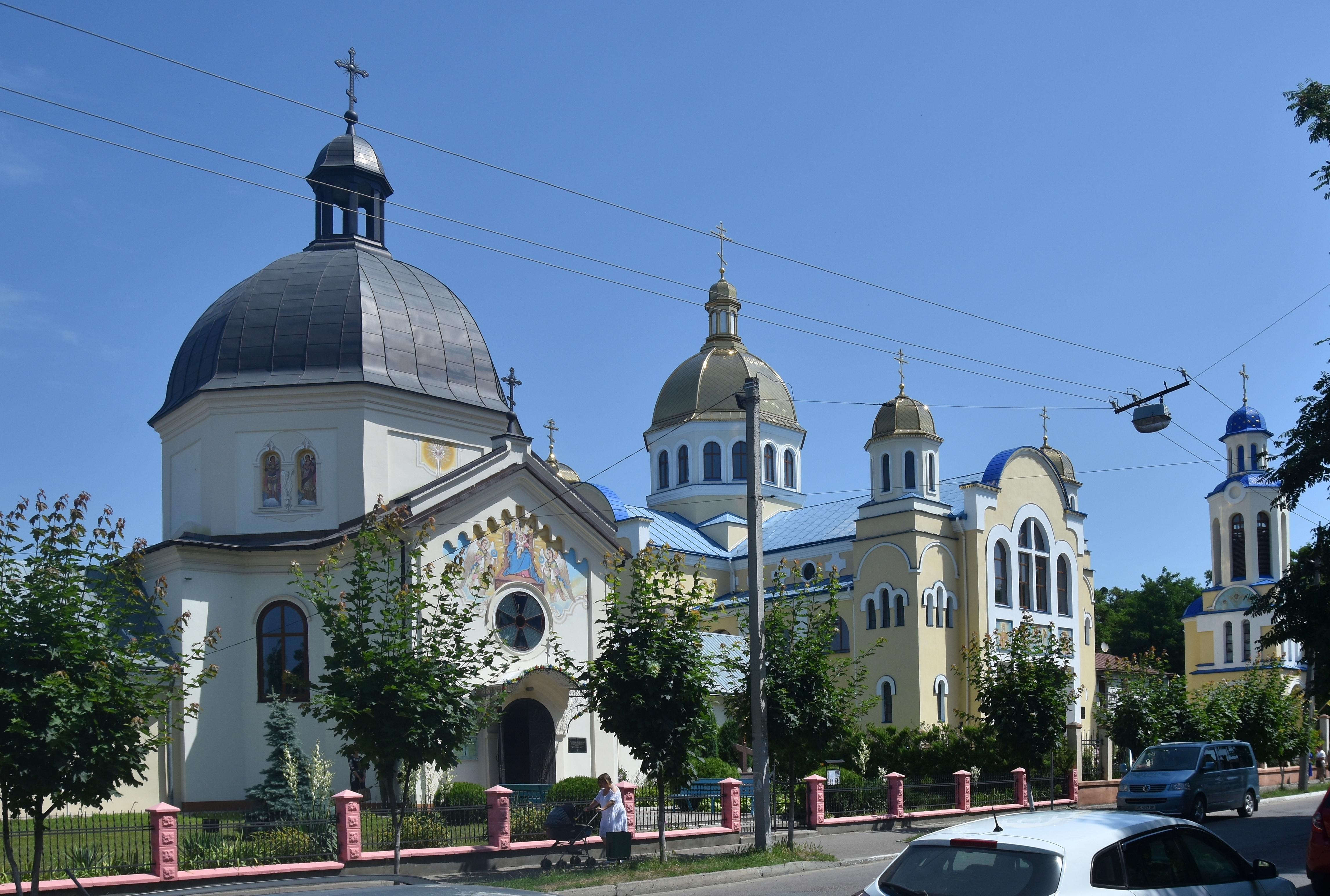
навколишнє середовище; на задньому плані - православна церква святих Петра і Павла, що належить до Львівської сокальської православної церкви України

## Архітектура та обладнання
Церква була побудована за планом грецького хреста. Восьмикутна нава вкрита куполом на високому барабані. Фасад фланкований парою пілястрових смуг, що несуть трикутний фронтон з аркадним фризом. До церкви примикають одноповерхові будинки колишньої лікарні.
Всередині прикраси та обладнання з часів монастиря не збереглися. Деякі елементи обладнання церкви наразі знаходяться у церкві сестер фелікійських у Перемишлі.